# Bahía Solano (kommun)
Bahía Solano är en kommun i Colombia.   Den ligger i departementet Chocó, i den nordvästra delen av landet, 400 km väster om huvudstaden Bogotá. Antalet invånare är 9 094. Arean är 1 667 kvadratkilometer.
Terrängen i Bahía Solano är kuperad åt sydost, men åt nordväst är den platt.